# Chaetopisthes longulus
Chaetopisthes longulus är en skalbaggsart som beskrevs av Champion och Erich Wasmann 1923. Chaetopisthes longulus ingår i släktet Chaetopisthes och familjen Aphodiidae. Inga underarter finns listade i Catalogue of Life.